# Voluntários Irlandeses
O Voluntários Irlandeses (em irlandês: Óglaigh na hÉireann) foi uma organização militar criada em 1913 por nacionalistas irlandeses. O seu principal objetivo foi declarado "para garantir e manter os direitos e liberdades comuns a todo o povo da Irlanda", em outras palavras, a salvaguarda da Home Rule. No entanto, a intenção da Irmandade Republicana Irlandesa em incorporar o voluntariado foi para ajudar a estabelecer uma República da Irlanda.
Os voluntários foram membros da Liga Gaélica, da Ordem Antiga dos Hibernianos, do Sinn Féin, e, secretamente, da Irmandade Republicana Irlandesa. A iniciativa de uma série de reuniões que antecedem os discursos em público veio dos voluntários da Irmandade Republicana Irlandesa.